# Međunarodni rukometni savez
Međunarodni rukometni savez (eng. International Handball Federation, IHF) je krovna organizacija rukometa i rukometa na pijesku.
Ima 209 nacionalnih saveza među kojima je i Hrvatski rukometni savez. Službeni jezici organizacije su engleski, francuski i njemački, a sjedište je u Baselu u Švicarskoj. IHF je utemeljen 11. srpnja 1946. Trenutačni predsjednik IHF je Egipćanin Hassan Moustafa. IHF organizira svjetska seniorska, juniorska i kadetska prvenstva u muškoj i ženskoj konkurenciji, svjetsko klupsko prvenstvo i olimpijski turnir u objema konkurencijama.

## Vanjske poveznice
- Službena stranica